# Amt Gartz (Oder)
Das Amt Gartz (Oder) ist ein 1992 gebildetes Amt in Brandenburg, in dem sich zunächst 18 Gemeinden im damaligen Kreis Angermünde (heute im Landkreis Uckermark) zu einem Verwaltungsverbund zusammengeschlossen hatten. Amtssitz ist die Stadt Gartz (Oder). Durch Gemeindezusammenschlüsse und Eingliederungen besteht das Amt derzeit aus nur noch fünf Gemeinden.
Historisch gesehen gehört das Gebiet zu Vorpommern.

## Geographische Lage
Das Amt liegt im Landkreis Uckermark im äußersten Nordosten Brandenburgs. Seine Nordgrenze ist gleichzeitig die Grenze zum Land Mecklenburg-Vorpommern, die Ostgrenze zur Republik Polen verläuft zum Teil entlang der Westoder. Es grenzt im Süden an die amtsfreie Stadt Schwedt/Oder und im Westen an das Amt Gramzow.
Das Amt Gartz (Oder) liegt inmitten einer Endmoränenlandschaft und hat im Osten einen Anteil am Nationalpark Unteres Odertal.

## Gemeinden und Ortsteile
Das Amt Gartz (Oder) verwaltet derzeit fünf Gemeinden:
- Casekow mit den Ortsteilen Biesendahlshof, Blumberg, Casekow, Luckow-Petershagen, Wartin und Woltersdorf
- Gartz (Oder) (Stadt) mit Friedrichsthal, Gartz (Oder), Geesow und Hohenreinkendorf
- Hohenselchow-Groß Pinnow mit den Ortsteilen Hohenselchow und Groß Pinnow
- Mescherin mit den Ortsteilen Mescherin, Neurochlitz, Radekow und Rosow
- Tantow mit den Ortsteilen Schönfeld und Tantow

## Geschichte
Der Minister des Innern des Landes Brandenburg gab am 13. Juli 1992 seine Zustimmung zur Bildung des Amtes Gartz/Oder. Als Zeitpunkt des Zustandekommens des Amtes wurde der 21. Juli 1992 festgelegt. Das Amt hat seinen Sitz in der Stadt Gartz (Oder) und bestand zunächst aus 18 Gemeinden im damaligen Kreis Angermünde (in der Reihenfolge der Nennung im Amtsblatt):
1. Hohenselchow
2. Friedrichsthal
3. Hohenreinkendorf
4. Mescherin
5. Neurochlitz
6. Rosow
7. Tantow
8. Geesow
9. Schönfeld
10. Radekow
11. Casekow
12. Groß Pinnow
13. Woltersdorf
14. Blumberg
15. Wartin
16. Luckow-Petershagen
17. Biesendahlshof
18. Stadt Gartz (Oder)

In einer Bekanntmachung vom 23. September 1992 mit Wirkung zum 1. Oktober 1992 verfügte der Minister des Innern des Landes Brandenburg die Zuordnung der Gemeinde Hohenfelde (Kreis Angermünde) und der Stadt Vierraden (Kreis Angermünde) zum Amt Gartz (Oder).
Zum 31. Dezember 2002 erfolgten eine ganze Reihe von Gemeindezusammenschlüssen: Friedrichsthal, Geesow und Hohenreinkendorf und die Stadt Gartz (Oder) bildeten die neue Stadt Gartz (Oder); Blumberg, Casekow, Luckow-Petershagen, Wartin und Woltersdorf schlossen sich zur neuen Gemeinde Casekow zusammen; Schönfeld schloss sich mit Tantow zur neuen Gemeinde Tantow zusammen und Mescherin, Neurochlitz, Radekow und Rosow bildeten die neue Gemeinde Mescherin.
Zum 26. Oktober 2003 wurden per Gesetz folgende Gemeindezusammenschlüsse und Eingliederungen verfügt: Aus den Gemeinden Hohenselchow und Groß Pinnow wurde die neue Gemeinde Hohenselchow-Groß Pinnow gebildet. Die Gemeinde Biesendahlshof wurde in die zum 31. Dezember 2002 neu gebildete Gemeinde Casekow eingegliedert, und die dem Amt Gartz (Oder) angehörende Stadt Vierraden wurde zum 26. Oktober 2003 in die Stadt Schwedt/Oder eingegliedert. Die Eingliederung von Hohenfelde in die Stadt Schwedt/Oder wurde vom brandenburgischen Innenministerium am 17. März 2003 genehmigt; die Eingliederung wurde jedoch erst zum 26. Oktober 2003 rechtswirksam.

## Bevölkerungsentwicklung
| Jahr | Einwohner |
| ---- | --------- |
| 1992 | 9 358     |
| 1995 | 9 088     |
| 2000 | 9 104     |
| 2005 | 7 343     |
| 2010 | 7 057     |
| 2015 | 6 737     |

| Jahr | Einwohner |
| ---- | --------- |
| 2020 | 6 724     |
| 2021 | 6 545     |
| 2022 | 6 397     |
| 2023 | 6 323     |
| 2024 | 6 282     |

Gebietsstand des jeweiligen Jahres, Einwohnerzahl: Stand 31. Dezember, ab 2011 auf Basis des Zensus 2011, ab 2022 auf Basis des Zensus 2022

## Politik

### Amtsdirektor
- 1992–2001: Hartmut Wohlthat
- 2002–2010: Brigitte Günzel
- 2010–2024: Frank Gotzmann

Erster Amtsdirektor war Hartmut Wohlthat. Er wurde im Januar 2001 vom Dienst suspendiert, da gegen ihn wegen Bestechlichkeit ermittelt wurde. Am 6. Dezember 2001 wurde er vom Amtsausschuss als Amtsdirektor abgewählt. Der Prozess gegen ihn endete am 26. Februar 2002 mit einem Freispruch. Ihm folgten 2002 Brigitte Günzel und 2010 Frank Gotzmann.
Gotzmann wurde am 14. Februar 2018 für weitere acht Jahre in seinem Amt bestätigt. Am 18. Oktober 2024 wählte ihn der Amtsausschuss mit 9 gegen 3 Stimmen ab.

### Dienstsiegel
Das Dienstsiegel zeigt das Landeswappen des Landes Brandenburg mit der Umschrift AMT GARTZ (ODER) • LANDKREIS UCKERMARK.

## Belege
1. ↑  Bevölkerungsstand im Land Brandenburg Dezember 2024 (Fortgeschriebene amtliche Einwohnerzahlen, basierend auf dem Zensus 2022) (Hilfe dazu).
2. ↑  Dienstleistungsportal der Landesverwaltung des Landes Brandenburg – Amt Gartz (Oder) (Memento vom 26. August 2019 im Internet Archive)
3. ↑  Bildung der Ämter Gartz/Oder, Bad Liebenwerda, Mühlberg/Elbe, Plessa, Märkische Schweiz, Premnitz, Rüdersdorf, Scharmützelsee, Steinhöfel/Heinersdorf Elsterland, Kleine Elster und Falkenberg Uebigau. Bekanntmachung des Ministers des Innern vom 21. Juli 1992. Amtsblatt für Brandenburg – Gemeinsames Ministerialblatt für das Land Brandenburg, 3. Jahrgang, Nummer 54, 31. Juli 1992, S. 970/1.
4. ↑  Zuordnung der Gemeinde Hohenfelde (Kreis Angermünde) zum Amt Gartz (Oder). Bekanntmachung des Ministers des Innern vom 23. September 1992. Amtsblatt für Brandenburg – Gemeinsames Ministerialblatt für das Land Brandenburg, 3. Jahrgang, Nummer 81, 22. Oktober 1992, S. 1911.
5. ↑  Zuordnung der Stadt Vierraden (Kreis Angermünde) zum Amt Gartz (Oder). Bekanntmachung des Ministers des Innern vom 24. September 1992. Amtsblatt für Brandenburg – Gemeinsames Ministerialblatt für das Land Brandenburg, 3. Jahrgang, Nummer 81, 22. Oktober 1992, S. 1911.
6. ↑  Bildung einer neuen Stadt Gartz (Oder). Bekanntmachung des Ministeriums des Innern vom 25. März 2002. Amtsblatt für Brandenburg Gemeinsames Ministerialblatt für das Land Brandenburg, 13. Jahrgang, 2002, Nummer 18, Potsdam, den 2. Mai 2002, S. 502 PDF
7. ↑  Bildung einer neuen Gemeinde Casekow. Bekanntmachung des Ministeriums des Innern vom 28. Februar 2002. Amtsblatt für Brandenburg Gemeinsames Ministerialblatt für das Land Brandenburg, 13. Jahrgang, 2002, Nummer 13, Potsdam, den 27. März 2002, S. 401 PDF
8. ↑  Bildung einer neuen Gemeinde Tantow. Bekanntmachung des Ministeriums des Innern vom 3. April 2002. Amtsblatt für Brandenburg Gemeinsames Ministerialblatt für das Land Brandenburg, 13. Jahrgang, 2002, Nummer 18, Potsdam, den 2. Mai 2002, S. 502 PDF
9. ↑  Bildung einer neuen Gemeinde Mescherin. Bekanntmachung des Ministeriums des Innern vom 3. April 2002. Amtsblatt für Brandenburg Gemeinsames Ministerialblatt für das Land Brandenburg, 13. Jahrgang, 2002, Nummer 18, Potsdam, den 2. Mai 2002, S. 502 PDF
10. 1 2  Fünftes Gesetz zur landesweiten Gemeindegebietsreform betreffend die Landkreise Barnim, Märkisch-Oderland, Oberhavel, Ostprignitz-Ruppin, Prignitz, Uckermark (5.GemGebRefGBbg) vom 24. März 2003 (Gesetz- und Verordnungsblatt für das Land Brandenburg, I (Gesetze), 2003, Nr. 05, S. 82), geändert durch Gesetz vom 1. Juli 2003 (Gesetz- und Verordnungsblatt für das Land Brandenburg, I (Gesetze), 2003, Nr. 10, S. 187)
11. ↑  Eingliederung der Gemeinde Hohenfelde in die Stadt Schwedt/Oder. Bekanntmachung des Ministeriums des Innern vom 17. März 2003. Amtsblatt für Brandenburg Gemeinsames Ministerialblatt für das Land Brandenburg, 14. Jahrgang, 2003, Nummer 15, Potsdam, den 16. April 2003, S. 417 PDF
12. ↑  Historisches Gemeindeverzeichnis des Landes Brandenburg 1875 bis 2005. Landkreis Uckermark. S. 12–13
13. ↑  Bevölkerung im Land Brandenburg von 1991 bis 2017 nach Kreisfreien Städten, Landkreisen und Gemeinden, Tabelle 7
14. ↑  Amt für Statistik Berlin-Brandenburg (Hrsg.): Statistischer Bericht A I 7, A II 3, A III 3. Bevölkerungsentwicklung und Bevölkerungsstand im Land Brandenburg (jeweilige Ausgaben des Monats Dezember)
15. ↑  Katrin Bischoff: Gericht spricht früheren Amtsdirektor frei (Memento vom 22. Februar 2014 im Internet Archive) Berliner Zeitung vom 27. Februar 2002
16. ↑  Kommunalverfassung des Landes Brandenburg, § 138
17. ↑  Amtsdirektor wiedergewählt. In: Märkische Oderzeitung. 15. Februar 2018 (moz.de).
18. ↑  Amtsblatt für das Amt Gartz (Oder), 19. Jg. Nr. 8, 1. November 2024, S. 6